# Bukanýr

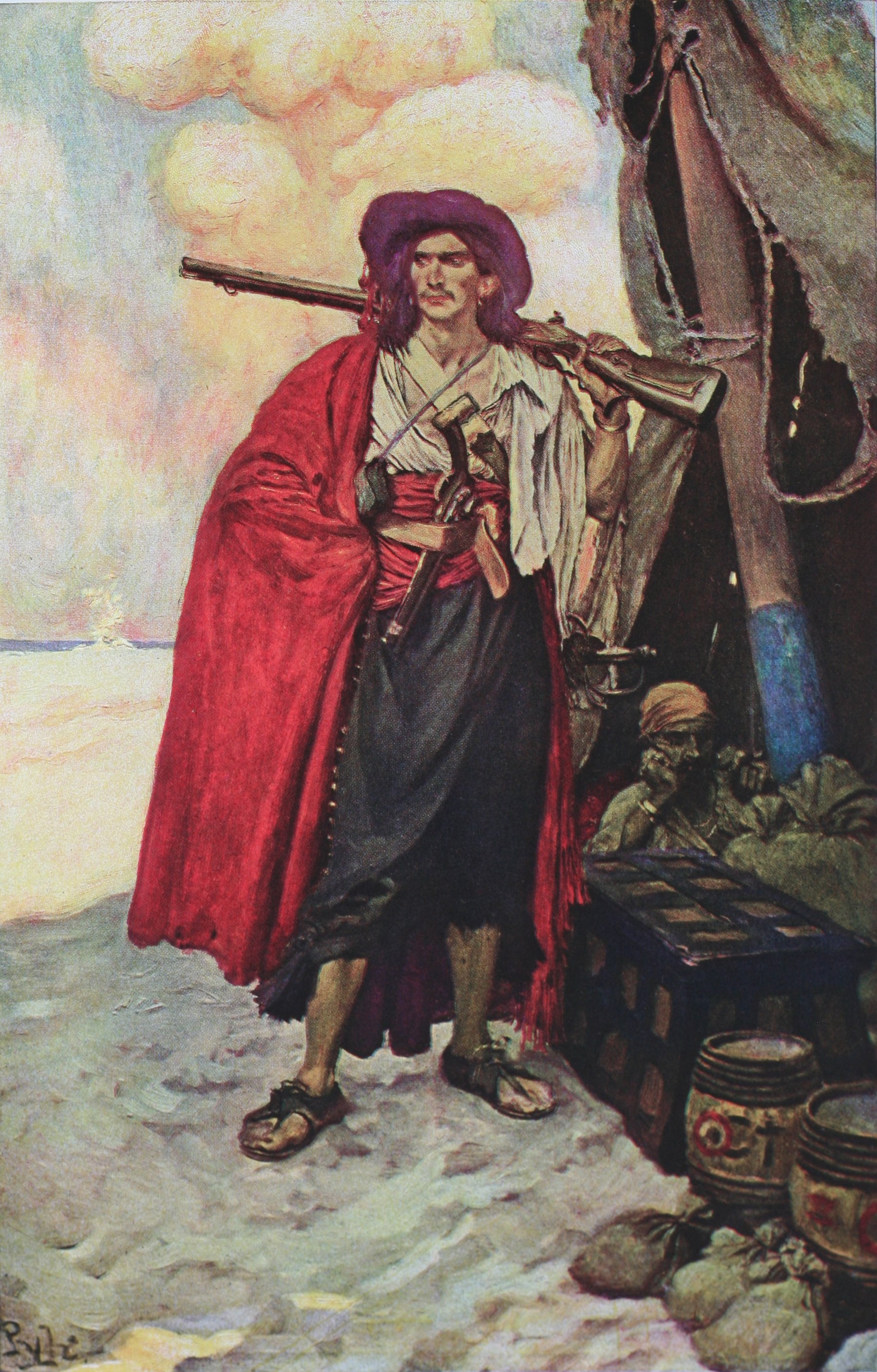
Bukanýr z Karibiku od Howarda Pylea

Jako bukanýři (buccaneers) byli v 17. století v Západní Indii označováni původně francouzští lovci. Slovo pochází z boucan, dřevěné obruby užívané pro vaření masa (jinde zvaná barbacoa). Tito piráti terorizovali španělské državy ve prospěch jiných evropských států; nejznámější z nich byl Henry Morgan. Bukanýři založili přístavy Tortuga a Port Royal, který nakonec obsadili Angličané a udělali z nich jedno z protipirátských center. Na rozdíl od pirátů mohli bez postihu loupit a část odevzdali králi.